# Barleria molensis
Barleria molensis là một loài thực vật có hoa trong họ Ô rô. Loài này được Wild mô tả khoa học đầu tiên năm 1965.